# Aubréville
Aubréville ist eine französische Gemeinde mit 367 Einwohnern (1. Januar 2022) im Département Meuse in der Region Grand Est (bis 2015 Lothringen). Sie gehört zum Arrondissement Verdun und zum Kommunalverband Argonne-Meuse.

## Geographie
Die Gemeinde Aubréville liegt im Südosten der Argonnen, etwa 20 Kilometer westlich von Verdun an der Aire, einem Nebenfluss der Aisne. In Aubréville mündet die ca. 28 Kilometer lange Cousances in die Aire. Im Waldgebiet Forêt de Hesse im Norden von Aubréville liegt mit 300 m über dem Meer der höchste Punkt der Gemeinde.
Zu Aubréville gehören die Ortsteile Courcelles und Lochères.
Nachbargemeinden von Aubréville sind Vauquois und Avocourt im Norden, Montzéville im Nordosten, Récicourt im Osten, Clermont-en-Argonne im Südosten und Süden sowie Neuvilly-en-Argonne im Westen.

## Geschichte
Das Dorf wurde im Jahr 701 erstmals urkundlich als Herberici Villa erwähnt. Man geht davon aus, dass die kleine Stadt damals etwa 3000 Einwohner hatte. Aus dieser frühen Besiedlungszeit wurden Reste einer römischen Villa, Münzen und Keramiken gefunden.
In Aubréville dominierten lange die Landwirtschaft und die Keramikproduktion. Verarbeitet wurde ein Chalaine genannter Stein – auch als Lothringer Marmor bezeichnet.
Aubréville wurde im Ersten Weltkrieg fast vollständig zerstört.

### Bevölkerungsentwicklung
| Jahr      | 1962 | 1968 | 1975 | 1982 | 1990 | 1999 | 2006 | 2013 | 2021 |
| Einwohner | 488  | 418  | 355  | 359  | 387  | 383  | 395  | 391  | 358  |

Im Jahr 1831 wurde mit 1054 Bewohnern die bisher höchste Einwohnerzahl ermittelt. Die Zahlen basieren auf den Daten von cassini.ehess und INSEE.

## Sehenswürdigkeiten
- Kirche St. Martin
- Schloss Courcelles (Château de Courcelles) aus dem 17. Jahrhundert
- ehemalige Keramikmanufaktur im Ortsteil Lochères
- Burgkapelle Courcelles

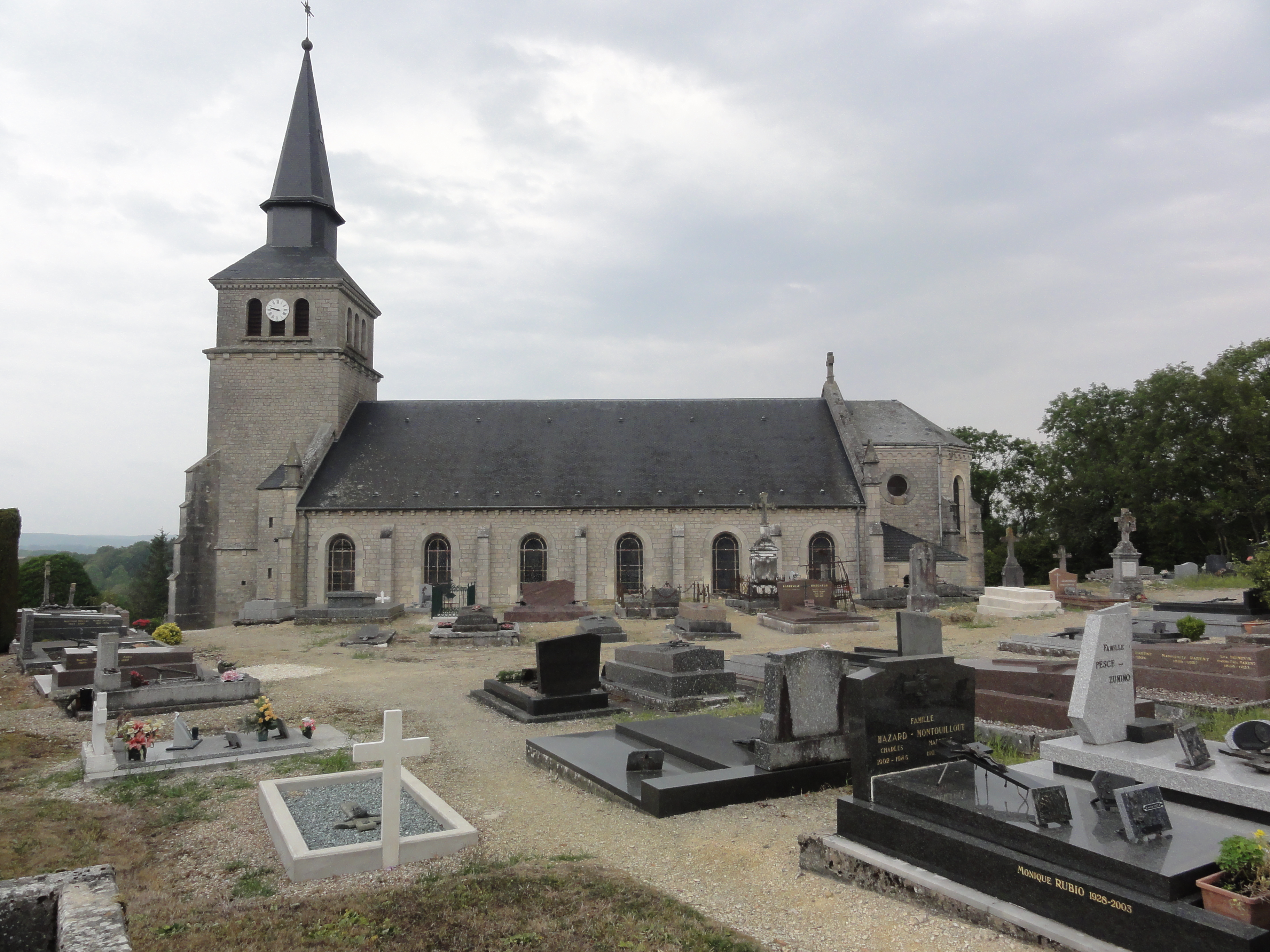
Kirche St. Martin
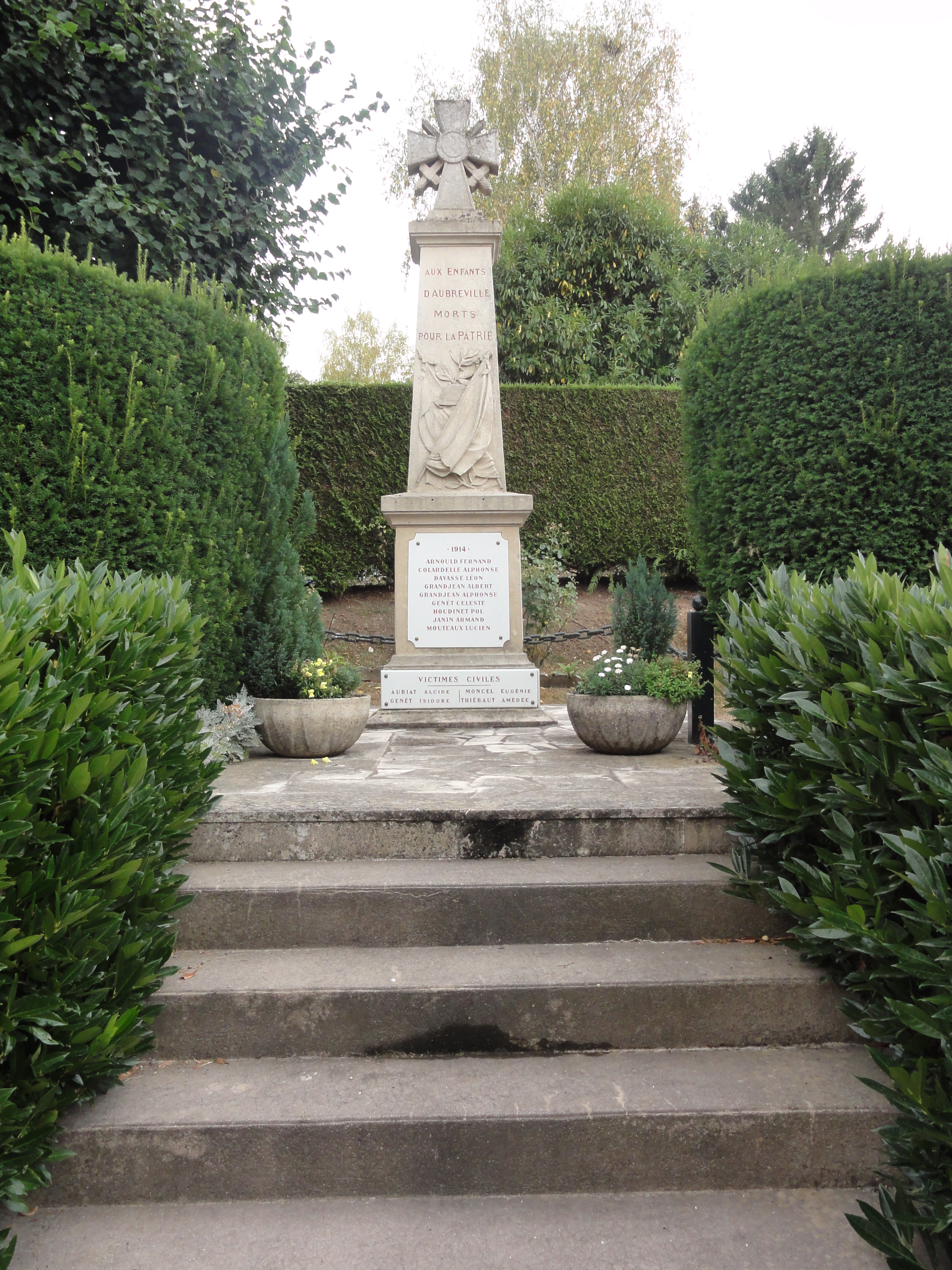
Gefallenendenkmal
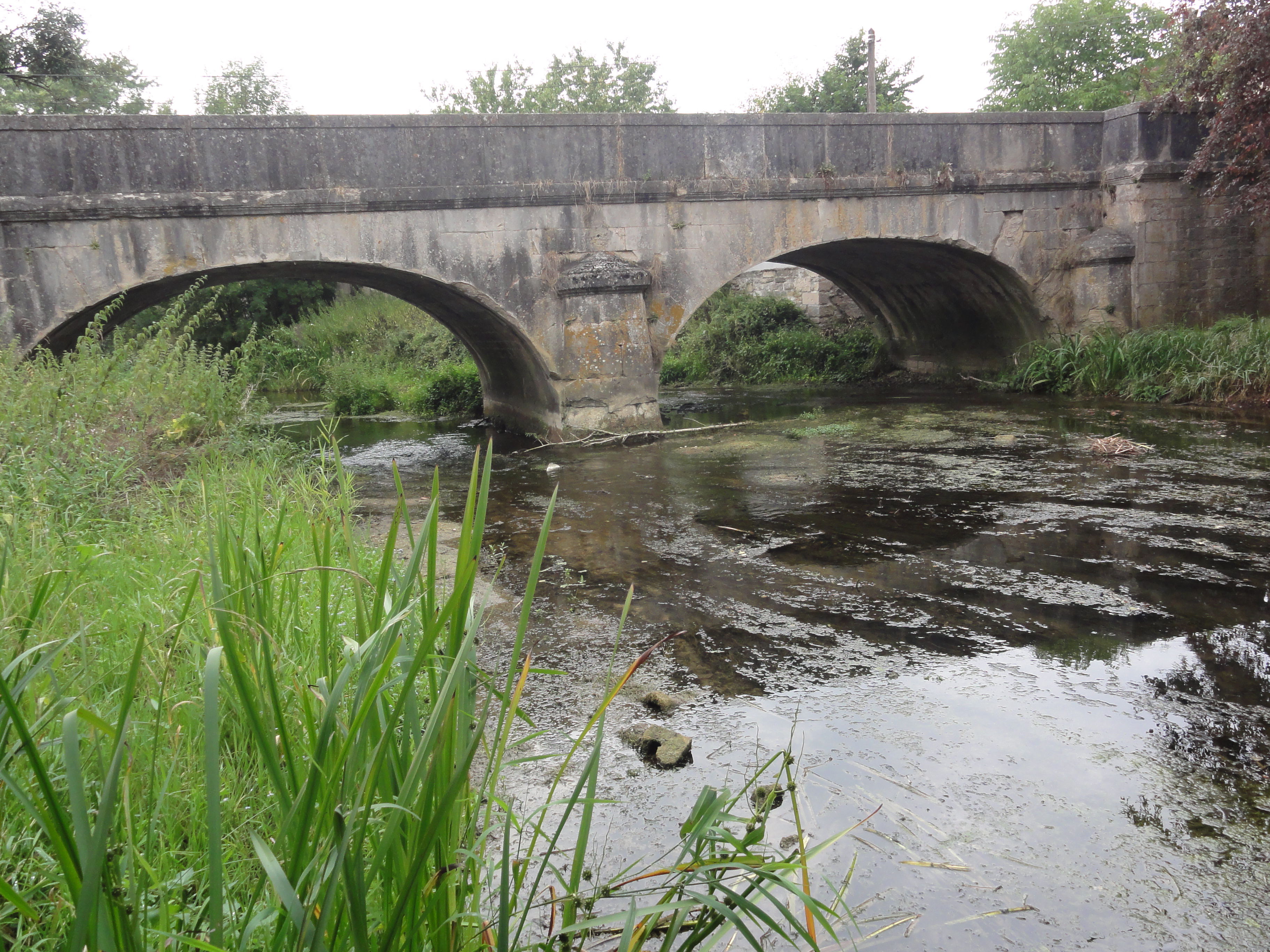
Brücke über die Cousances
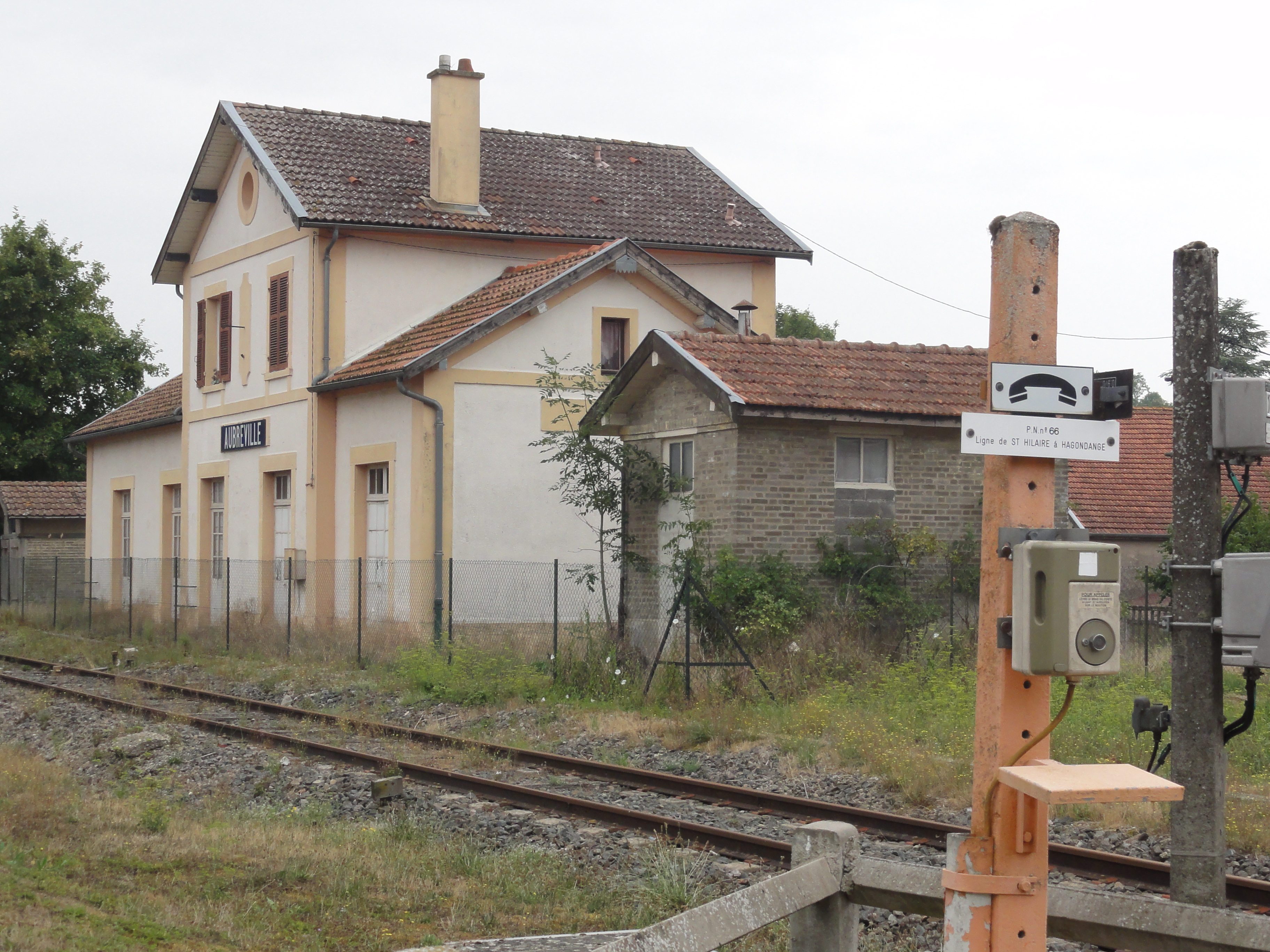
Bahnhof

## Wirtschaft und Infrastruktur
In der Gemeinde sind acht Landwirtschaftsbetriebe ansässig (Getreideanbau, Ziegen- und Schafzucht).
Südöstlich von Aubrécourt verläuft die Fernstraße von Verdun nach Châlons-en-Champagne; sechs Kilometer südlich von Aubréville gibt es einen Anschluss an die Autoroute A 4 (Paris–Straßburg). Durch Aubréville führt die Bahnstrecke Saint-Hilaire-au-Temple–Hagondange; Züge halten aber nicht mehr im Ort.

## Belege
1. ↑  Aubréville auf cassini.ehess
2. ↑  Aubréville auf INSEE
3. ↑  Landwirtschaftsbetriebe auf annuaire-mairie.fr (französisch)